# Trude Harstad
Trude Harstad (* 17. Juli 1974) ist eine ehemalige norwegische Biathletin.
Trude Harstad bestritt 1993 in Östersund ihr erstes Rennen im Biathlon-Weltcup und beendete dieses Sprintrennen als 55. Zum Auftakt der Saison 1996/97 folgten weitere Einsätze im Weltcup. Am Holmenkollen in Oslo erreichte sie mit 53. Rängen in Sprint und Verfolgung ihre besten Platzierungen in der höchsten Rennserie. 1997 bestritt sie ihre letzten Rennen in der höchsten Rennserie. Bei den Biathlon-Juniorenweltmeisterschaften 1994 in Osrblie gewann Harstad mit Liv Grete Skjelbreid und Karianne Væting die Bronzemedaille im Staffelrennen.
Erfolgreicher als international, war Harstad auf nationaler Ebene. 1990 gewann sie mit Gunn Margit Andreassen und Gro Harstad für die Provinz Aust-Agder startend mit Bronze im Mannschaftswettbewerb ihre erste Medaille bei den norwegischen Meisterschaften. Da wiederholte sie an der Seite von Andreassen und Karianne Væting 1994 mit der Staffel. Besonders erfolgreich wurden die Jahre 1996 und 1997, als sie jeweils an der Seite von Andreassen und Væting die Titel mit der Mannschaft und die Silbermedaillen mit den Staffeln gewann.

## Biathlon-Weltcup-Platzierungen
Die Tabelle zeigt alle Platzierungen (je nach Austragungsjahr einschließlich Olympische Spiele und Weltmeisterschaften).
- 1.–3. Platz: Anzahl der Podiumsplatzierungen
- Top 10: Anzahl der Platzierungen unter den ersten zehn (einschließlich Podium)
- Punkteränge: Anzahl der Platzierungen innerhalb der Punkteränge (einschließlich Podium und Top 10)
- Starts: Anzahl gelaufener Rennen in der jeweiligen Disziplin

| Platzierung                              | Einzel | Sprint | Verfolgung | Massenstart | Team | Staffel | Gesamt |
| ---------------------------------------- | ------ | ------ | ---------- | ----------- | ---- | ------- | ------ |
| 1. Platz                                 |        |        |            |             |      |         |        |
| 2. Platz                                 |        |        |            |             |      |         |        |
| 3. Platz                                 |        |        |            |             | 1    |         | 1      |
| Top 10                                   |        |        |            |             |      |         |        |
| Punkteränge                              |        |        |            |             |      |         |        |
| Starts                                   | 1      | 4      | 1          |             |      |         | 6      |
| Stand: Karriereende, Daten wohl komplett |        |        |            |             |      |         |        |